# 川連町
川連町（かわつらちょう）は、秋田県湯沢市の大字。郵便番号012-0105。本項では同地域にかつて存在した雄勝郡川連村（かわつらむら）・川連町（かわつらまち）についても記す。

## 地理
湯沢市北東部に位置する。西で広沢山・峠沢山、西・南で三梨町、東で駒形町と隣接する。北西から南に国道398号が通過し、北へ秋田県道108号川連増田平鹿線が分岐する。

### 山岳
- 鍋釣山

### 河川
- 皆瀬川

### 小字
字相沢、字蟻塚、字石落平、字丑ケ沢、字内沢、字呻沢、字上野、字大関合、字大関下、字大舘、字大舘疣橋、字大舘上山王、字大舘川原、字大舘栗木、字大舘清水川、字大舘下川原、字大舘下村、字大舘下山王、字大舘城面、字大舘千刈、字大舘中野、字大舘古舘、字大舘屋布前、字大田面、字大掵下、字大平、字大水口、字欠上り、字鹿野滝沢、字上切掛、字上黒森、字上平城、字烏ケ出、字刈杭長根、字川連、字川連古舘、字嶬境長根、字切掛、字久保、字久保川原、字久保下川原、字久保清水川、字黒森、字小烏、字小坂、字獅子森、字清水屋布、字下平城、字杉田、字助四郎谷地、字関下、字千本杉、字外坪漆、字鷹塒、字高橋、字高掵下、字滝ノ沢、字田屋面、字段山、字綱取、字坪漆、字天王、字外堀、字中久保、字野村、字八甲山、字掵上、字掵下、字日陰、字東天王、字東八甲山、字平城下、字麓、字保戸岡、字万九郎屋布、字道上、字道下、字南沢、字牟沢、字村下、字屋布廻、字山田、字山神沢、字若神子、字若神子下

## 歴史

### 沿革
- 1889年（明治22年）4月1日 - 町村制施行により、大館村、川連村の区域をもって川連村が発足。
- 1933年（昭和8年）4月1日 - 川連村が町制施行して川連町となる。
- 1956年（昭和31年）
  - 6月5日 - 川連町が駒形村が合併し、改めて川連町が発足。
  - 9月30日 - 川連町が稲庭町・三梨村と合併し、稲庭川連町が発足。同日自治体としての川連町廃止。
- 1966年（昭和41年）4月1日 - 稲庭川連町が改称して稲川町となる。
- 2005年（平成17年）3月22日 - 稲川町が湯沢市・雄勝町・皆瀬村と合併し、改めて湯沢市が発足。

## 交通

### 鉄道
町内を鉄道路線は通っていない。鉄道を利用する場合の最寄り駅は、JR東日本奥羽本線湯沢駅。

### バス
羽後交通
- 湯沢・小安線
  - 雄勝中央病院 - 湯沢営業所 - 川連 - 稲庭梺 - 皆瀬庁舎前 - 小安温泉
- 横手・小安線
  - 平鹿総合病院前 - 横手バスターミナル - 十文字案内所 - 四ツ谷角 - 川連 - 稲庭梺 - 皆瀬庁舎前 - 小安温泉

### 道路
- 国道398号
- 秋田県道108号川連増田平鹿線

## 施設
- 湯沢市役所稲川庁舎
- 湯沢警察署稲川交番
- 湯沢雄勝広域市町村圏組合消防署稲川分署
- 湯沢市立稲川小学校
- 稲川郵便局
- 稲川大舘簡易郵便局
- 湯沢市川連漆器伝統工芸館

## 著名出身者
- 栗林元二郎 (農業教育者)